# Sven Backlund (diplomat)
Sven Einar Backlund, född 31 maj 1917 i Stockholm, död 20 september 1997, var en svensk diplomat, ambassadör och socialdemokratisk politiker.
Sven Backlund var son till journalisten Sven Backlund som var utrikeskorrespondent för arbetarpressen och grundare av Nordiska folkhögskolan i Genève. Backlund tog studentexamen 1936. Han var under tiden på Stockholms högskola medlem i den socialdemokratiska studentklubben.
Sven Backlund blev politices magister 1942, arbetade vid Utrikesdepartementets pressbyrå 1940–1942 och blev attaché på Utrikesdepartementet 1942, i Washington D.C. 1943, i Minneapolis 1944, i San Francisco 1945, i London 1946, i Oslo 1947 och åter på Utrikesdepartementet 1949–1950 samt i Washington D.C. 1951–1955. Han var chef för Utrikesdepartementets pressbyrå 1955–1961 och sändebud i Belgrad 1961–1963.
Han utsågs till generalkonsul i Västberlin 1964–1967. Under tiden i Berlin kom han att bidra till närmanden mellan väst och öst. Konsulatets residens på på Pücklerstrasse 44 användes som neutral mark för ett första möte mellan Berlins regerande borgmästare  Willy Brandt och Sovjetunionens representant. Till medverkan bidrog hans vänskap med Brandt. Residenset är idag den svenska ambassadörens residens där det finns en minnesplakett över Backlunds medverkan i öst-väst-relationerna.
Sven Backlund var Sveriges ambassadör vid Europeiska ekonomiska gemenskapen i Bryssel 1968–1972 och i Bonn 1972–1983. Ordförande i Svensk-Tyska föreningen 1987–1990. 
Han är begravd på Östra kyrkogården i Jönköping.

## Utmärkelser
- Kommendör av första klass av Nordstjärneorden, 16 november 1970.[2]